# Monte Cridola
Monte Cridola – szczyt w Alpach Karnickich we Włoszech. Leży na granicy dwóch prowincji: Udine i Belluno. Należy do Alp Karnickich Południowych.
Pierwszego wejścia w 1884 dokonał Julius Kugy.